# أوريليوس ملك أشتوريش
أوريليوس أو أوريليو أو أورليوس أو أورالي (الإسبانية:Aurelio؛ حوالي 740- 774)؛ هو ملك أشتوريش الخامس منذ 768-774، هو ولد في ليون، فهو أبن فرويلا من كانتابريا ابن بيدرو دوق كانتابريا، وكذلك هو أبن شقيق ألفونسو الأول ملك أشتوريش وشقيق الأكبر لـ برمودو الأول، وابن عم فرويلا الأول.
انتخب ملكاً بعد اغتيل فرويلا الأول في 768، كان عهده هادئ نسيباً وسلمي، بحيث الحدث الوحيد الذي ذكره في عهده في السجلات هو تمرد العبيد، وأيضا في عهده تفاوض مع المسلمين على السلام الذين كانوا يهيمنون على الأراضي الجنوبية وذلك عن طريق تبادل العرائس.
فيما يبدو أن إقامته كانت في سان مارتين ديل ري أوريليو التي أصبحت عاصمته لمدة ستة سنوات، توفي أوريليو لأسباب طبيعية في عام 774، وخلفه صهر ابن عمه سايلو هو في الأصل زوج ابنة عمه أدوسيندا.